# Gloria (album Sama Smitha)
Gloria – czwarty album studyjny brytyjskiego piosenkarza Sama Smitha. Został wydany 27 stycznia 2023 roku przez wytwórnię płytową Capitol. Pierwszym singlem promującym album został wydany 30 lipca 2022 roku „Love Me More”. Kolejnym singlen został utwór „Unholy” nagrany z gościnnym udziałem Kim Petras, który ukazał się 22 września i był promowany jako główny singel z albumu. „Unholy” stał się ogólnoświatowym hitem docierając na szczyt notowań najpopularniejszych singli w dziewiętnastu krajach oraz zdobył nagrodę za najlepszy występ popowy w duecie podczas 65. ceremonii wręczenia nagród Grammy.
Gloria otrzymała generalnie pozytywne recenzje. W serwisie Metacritic, album uzyskał średnią ocenę 68 na 100. Maura Johnston z Rolling Stone nazwała Glorię „Najgłębszym jak dotąd albumem Smitha” i opisała go jako „zwartą, stabilnie płynącą kolekcję popowych piosenek, która pokazuje wszechstronność wokalną Smitha i jego rozwój osobisty” z tekstami o „doświadczeniach artysty jako osoby queer, która została wychowana jako katolik”.
Krążek zadebiutował na pierwszym miejscu notowania UK Albums Chart, stając się trzecim albumem numer jeden artysty w Wielkiej Brytanii.

## Lista utworów
| Nr  | Tytuł utworu                      | Autorzy                                                                 | Produkcja                                 | Długość |
| --- | --------------------------------- | ----------------------------------------------------------------------- | ----------------------------------------- | ------- |
| 1.  | „Love Me More”                    | Smith, James Napier, Mikkel Eriksen, Tor Hermansen                      | Smith, Jimmy Napes, StarGate              | 3:23    |
| 2.  | „No God”                          | Smith, Napier, Eriksen, Hermansen                                       | StarGate, Napes, Smith                    | 3:17    |
| 3.  | „Hurting Interlude”               |                                                                         |                                           | 0:18    |
| 4.  | „Lose You”                        | Smith, Napier, Ilya Salmanzadeh, Henry Walter, Blake Slatkin, Omer Fedi | Ilya, Cirkut, Slatkin, Fedi, Smith        | 3:10    |
| 5.  | „Perfect” (z Jessie Reyez)        | Smith, Napier, Eriksen, Hermansen                                       | StarGate, Napes, Smith                    | 3:51    |
| 6.  | „Unholy” (z Kim Petras)           | Smith, Napier, Salmanzadeh, Walter, Slatkin, Fedi, Petras               | Ilya, Cirkut, Slatkin, Fedi, Napes, Smith | 2:36    |
| 7.  | „How to Cry”                      | Smith, Napier, Salmanzadeh, Walter, Slatkin, Fedi                       | Ilya, Slatkin, Fedi, Napes, Smith         | 2:40    |
| 8.  | „Six Shots”                       | Smith, Napier, Loshendrix, Nez, Ray Keys, Nami                          | Loshendrix, Napes, David Odlum, Smith     | 2:30    |
| 9.  | „Gimme” (z Koffee i Jessie Reyez) | Smith, Napier, Eriksen, Hermansen                                       | StarGate, Napes, Smith                    | 2:49    |
| 10. | „Dorothy's Interlude”             |                                                                         |                                           | 0:08    |
| 11. | „I'm Not Here to Make Friends”    | Smith, Napier, Eriksen, Hermansen                                       | Calvin Harris, StarGate, Napes, Smith     | 3:49    |
| 12. | „Gloria”                          | Smith, Foy Vance                                                        | Napes, Odlum, Smith                       | 1:50    |
| 13. | „Who We Love” (z Edem Sheeranem)  | Smith, Steve Mac, Ed Sheeran, Johnny McDaid, Fred Gibson, Napier        | Mac                                       | 2:42    |
|     |                                   |                                                                         |                                           | 33:03   |

## Notowania tygodniowe
| Lista przebojów (2023)              | Najwyższa pozycja |
| ----------------------------------- | ----------------- |
| Australia (ARIA Charts)             | 1                 |
| Austria (Ö3 Austria Top 40)         | 8                 |
| Belgia (Ultratop Flandria)          | 4                 |
| Belgia (Ultratop Walonia)           | 11                |
| Dania (Album Top-40)                | 14                |
| Finlandia (Suomen virallinen lista) | 11                |
| Francja (SNEP)                      | 21                |
| Hiszpania (PROMUSICAE)              | 11                |
| Holandia (MegaCharts)               | 2                 |
| Irlandia (IRMA)                     | 1                 |
| Islandia (Plötutíðindi)             | 8                 |
| Japonia (Digital Oricon)            | 26                |
| Kanada (Billboard Canadian Albums)  | 4                 |
| Litwa (AGATA)                       | 7                 |
| Niemcy (Media Control Charts)       | 6                 |
| Norwegia (VG-Lista)                 | 4                 |
| Nowa Zelandia (Recorded Music NZ)   | 2                 |
| Portugalia (AFP)                    | 6                 |
| Stany Zjednoczone (Billboard 200)   | 7                 |
| Szwajcaria (Alben Top 100)          | 2                 |
| Szwecja (Sverigetopplistan)         | 6                 |
| Wielka Brytania (OCC)               | 1                 |
| Włochy (FIMI)                       | 20                |

## Certyfikaty i sprzedaż
| Kraj                  | Certyfikat      | Sprzedaż |
| --------------------- | --------------- | -------- |
| Belgia (BEA)          | złota płyta     | 10 000+  |
| Norwegia (IFPI Norge) | złota płyta     | 10 000+  |
| Polska (ZPAV)         | platynowa płyta | 20 000+  |